# Polk County (Georgia)
Das Polk County ist ein County im Bundesstaat Georgia der Vereinigten Staaten. Der Verwaltungssitz (County Seat) ist Cedartown.

## Geographie
Das County liegt im Nordwesten von Georgia, grenzt im Westen an Alabama und hat eine Fläche von 808 Quadratkilometern, wovon drei Quadratkilometer Wasseroberfläche sind, und grenzt im Uhrzeigersinn an folgende Countys: Floyd County, Bartow County, Paulding County und Haralson County.

## Geschichte
Polk County wurde am 20. Dezember 1851 aus Teilen des Floyd County und des Paulding County gebildet. Benannt wurde es nach James K. Polk, dem 11. Präsidenten der Vereinigten Staaten.

## Demografische Daten

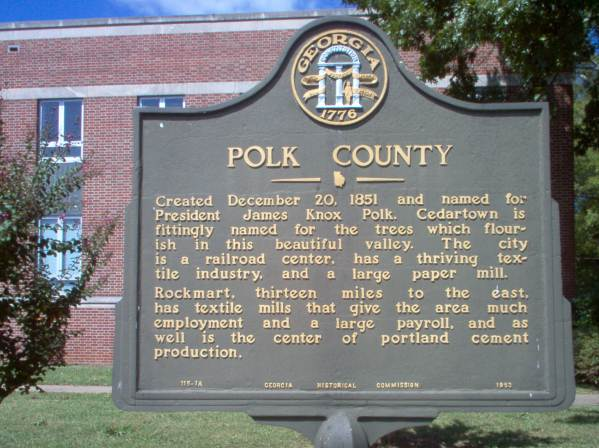
Hinweistafel zur Gründung des Countys

Laut der Volkszählung von 2010 verteilten sich die damaligen 41.475 Einwohner auf 15.092 bewohnte Haushalte, was einen Schnitt von 2,72 Personen pro Haushalt ergibt. Insgesamt bestehen 16.908 Haushalte.
72,3 % der Haushalte waren Familienhaushalte (bestehend aus verheirateten Paaren mit oder ohne Nachkommen bzw. einem Elternteil mit Nachkomme) mit einer durchschnittlichen Größe von 3,20 Personen. In 38,3 % aller Haushalte lebten Kinder unter 18 Jahren sowie in 27,1 % aller Haushalte Personen mit mindestens 65 Jahren.
29,3 % der Bevölkerung waren jünger als 20 Jahre, 25,6 % waren 20 bis 39 Jahre alt, 26,2 % waren 40 bis 59 Jahre alt und 18,9 % waren mindestens 60 Jahre alt. Das mittlere Alter betrug 36 Jahre. 49,5 % der Bevölkerung waren männlich und 50,5 % weiblich.
77,1 % der Bevölkerung bezeichneten sich als Weiße, 12,5 % als Afroamerikaner, 0,3 % als Indianer und 0,7 % als Asian Americans. 7,6 % gaben die Angehörigkeit zu einer anderen Ethnie und 1,8 % zu mehreren Ethnien an. 11,8 % der Bevölkerung bestand aus Hispanics oder Latinos.
Das durchschnittliche Jahreseinkommen pro Haushalt lag bei 39.356 USD, dabei lebten 20,1 % der Bevölkerung unter der Armutsgrenze.

## Orte im Polk County
Orte im Polk County mit Einwohnerzahlen der Volkszählung von 2010:
Cities:
- Aragon – 1249 Einwohner
- Braswell – 379 Einwohner
- Cedartown (County Seat) – 9750 Einwohner
- Rockmart – 4199 Einwohner

Town:
- Taylorsville – 210 Einwohner